# أرقطيون أوزبكي
أرقطيون أوزبكي (الاسم العلمي: Arctium sardaimionense) هي نوع نباتي يتبع جنس الأرقطيون من فصيلة النجمية.